# Dolores Heduán Virués

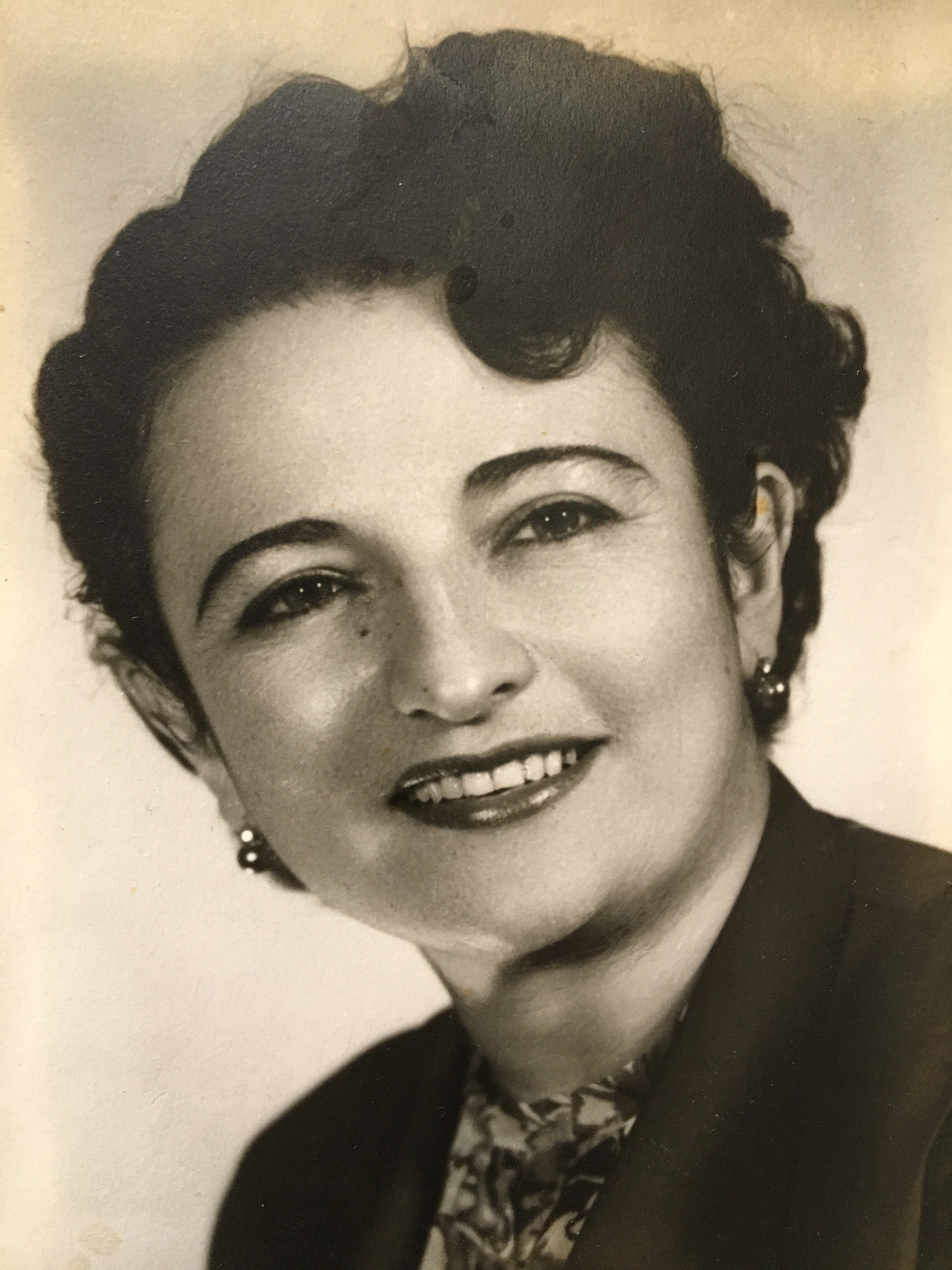
Dra. Dolores Heduan Virues

La Doctora Dolores Huduán Virués fue una abogada y política mexicana. Nació en Xalapa, Veracruz, el 29 de julio de 1912 y falleció en la Ciudad de México el 20 de febrero de 1998. 

## Carrera profesional
Licenciada en Derecho por la Facultad de Derecho de la Universidad Nacional Autónoma de México, donde se graduó en 1935 con un promedio de 9.8 y años después cursó en la misma institución el Doctorado en Derecho, formando parte de la primera generación de egresados de ese grado académico en el país.
Fue la primera mujer en desempeñarse como Ministro Público en el estado de Oaxaca en 1936. En 1947 fue designada como Magistrada en el entonces Tribunal Fiscal de la Federación, convirtiéndose en la primera mujer en México con un cargo de esa naturaleza. Fue también fundadora y presidenta de la Academia Mexicana de Derecho Fiscal, que se creó formalmente el 29 de enero de 1962.
La Doctora desempeñó las siguientes actividades y cargos:
- Catedrática de Economía Política de la Escuela Normal Veracruzana.
- Vocal de la Junta de Mejoras Materiales del Ayuntamiento de Xalapa.
- Agente del Ministerio Público en la Ciudad de Oaxaca, México.
- Litigante en Derecho Penal.
- Magistrada del Tribunal Fiscal de la Federación.
- Fundadora de la Asociación Profesional Voces Cívicas Femeninas.
- Inspectora de la Dirección de Estudios Superiores de la Secretaría de Educación Pública.
- Becaria de la Organización de las Naciones Unidas.
- Secretaria de Acción Femenil del Sector Popular del Partido Revolucionario Institucional.
- Directora de la Secretaría de Acción Femenil de la Confederación Nacional de Organizaciones Populares (CNOP) del Partido Revolucionario Institucional.
- Directora del Departamento Feminista de la Unión Revolucionaria de Agraristas del Sur.
- Fundadora y Presidenta de la Academia Mexicana de Derecho Fiscal, donde a su retiro fue nombrada Presidenta Honoraria Vitalicia.